# Collegio elettorale di Ferrara (Regno d'Italia)
Il collegio elettorale di Ferrara (o di Ferrara I) è stato un collegio elettorale uninominale e di lista del Regno d'Italia per l'elezione della Camera dei deputati.

## Storia
Il collegio uninominale venne istituito, insieme ad altri 442, tramite regio decreto 17 dicembre 1860, n. 4513.
Successivamente divenne collegio plurinominale tramite regio decreto 24 settembre 1882, n. 999, in seguito alla riforma che stabilì complessivamente 135 collegi elettorali.
Tornò poi ad essere un collegio uninominale tramite regio decreto 14 giugno 1891, n. 280, in seguito alla riforma che stabilì complessivamente 508 collegi elettorali.
In seguito divenne un collegio con scrutinio di lista con sistema proporzionale tramite regio decreto 10 settembre 1919, n. 1576, in seguito alla riforma che definì 54 collegi elettorali.
Fu soppresso nel 1921 in seguito alla riforma che definì 40 collegi elettorali.
| Legislature           | VIII | IX   | X    | XI   | XII  | XIII | XIV  | XV   | XVI  | XVII | XVIII | XIX  | XX   | XXI  | XXII | XXIII | XXIV | XXV  | XXVI | XXVII | XXVIII | XXIX | XXX  |
| --------------------- | ---- | ---- | ---- | ---- | ---- | ---- | ---- | ---- | ---- | ---- | ----- | ---- | ---- | ---- | ---- | ----- | ---- | ---- | ---- | ----- | ------ | ---- | ---- |
| Elezioni              | 1861 | 1865 | 1867 | 1870 | 1874 | 1876 | 1880 | 1882 | 1886 | 1890 | 1892  | 1895 | 1897 | 1900 | 1904 | 1909  | 1913 | 1919 | 1921 | 1924  | 1929   | 1934 | 1939 |
| Deputati nel collegio | 1    | 1    | 1    | 1    | 1    | 1    | 1    | 4    | 4    | 4    | 1     | 1    | 1    | 1    | 1    | 1     | 1    | 8    |      |       |        |      |      |
|                       |      |      |      |      |      |      |      |      |      |      |       |      |      |      |      |       |      |      |      |       |        |      |      |
| Totale eletti         | 443  | 493  | 493  | 508  | 508  | 508  | 508  | 508  | 508  | 508  | 508   | 508  | 508  | 508  | 508  | 508   | 508  | 508  | 535  | 535   | 400    | 400  |      |
| Numero collegi        | 443  | 493  | 493  | 508  | 508  | 508  | 508  | 135  | 135  | 135  | 508   | 508  | 508  | 508  | 508  | 508   | 508  | 54   | 40   | 15    | 1      | 1    |      |

## Territorio
Nel 1919 Ferrara divenne capoluogo del collegio comprendente le due province di Ferrara e di Rovigo; nel 1921 le due province furono inglobate rispettivamente nel collegio di Bologna e nel collegio di Padova.

## Dati elettorali
Nel collegio si svolsero elezioni per diciotto legislature.

### VIII legislatura
Le votazioni si svolsero in 443 collegi uninominali a doppio turno. Come previsto dalla legge elettorale del 17 dicembre 1860, era eletto al primo turno il candidato che «riunisce in suo favore più del terzo dei voti del total numero dei membri componenti il collegio e più della metà dei suffragi dati dai votanti presenti all'adunanza» (art. 91). Se nessun candidato era eletto, al ballottaggio tra i due candidati con più voti era eletto chi otteneva il maggior numero di voti (art. 92) o, in caso di ugual numero di voti, il maggiore d'età (art. 93).
| Partito                            | Partito                            | Candidato                          | Primo turno 27 gennaio 1861 | Primo turno 27 gennaio 1861 | Ballottaggio 3 febbraio 1861 | Ballottaggio 3 febbraio 1861 |
| Partito                            | Partito                            | Candidato                          | Voti                        | %                           | Voti                         | %                            |
| ---------------------------------- | ---------------------------------- | ---------------------------------- | --------------------------- | --------------------------- | ---------------------------- | ---------------------------- |
|                                    | —                                  | Francesco Mayr                     | 277                         | 75,89                       | 300                          | 80,86                        |
|                                    | —                                  | Carlo Mazzucchi                    | 88                          | 24,11                       | 71                           | 19,14                        |
|                                    |                                    |                                    |                             |                             |                              |                              |
| Iscritti                           | Iscritti                           | Iscritti                           | 1 091                       | 100,00                      | 1 091                        | 100,00                       |
| ↳ Votanti (% su iscritti)          | ↳ Votanti (% su iscritti)          | ↳ Votanti (% su iscritti)          | 442                         | 40,51                       | 378                          | 34,65                        |
| ↳ Voti validi (% su votanti)       | ↳ Voti validi (% su votanti)       | ↳ Voti validi (% su votanti)       | 365                         | 82,58                       | 371                          | 98,15                        |
| ↳ Schede non valide (% su votanti) | ↳ Schede non valide (% su votanti) | ↳ Schede non valide (% su votanti) | 77                          | 17,42                       | 7                            | 1,85                         |
| ↳ Astenuti (% su iscritti)         | ↳ Astenuti (% su iscritti)         | ↳ Astenuti (% su iscritti)         | 649                         | 59,49                       | 713                          | 65,35                        |

Il deputato Mayr si dimise il 29 gennaio 1863 e fu indetta un'elezione suppletiva per il 1º marzo 1863.
| Partito                            | Partito                            | Candidato                          | Primo turno 1 marzo 1863 | Primo turno 1 marzo 1863 | Ballottaggio 8 marzo 1863 | Ballottaggio 8 marzo 1863 |
| Partito                            | Partito                            | Candidato                          | Voti                     | %                        | Voti                      | %                         |
| ---------------------------------- | ---------------------------------- | ---------------------------------- | ------------------------ | ------------------------ | ------------------------- | ------------------------- |
|                                    | —                                  | Gherardo Prosperi                  | 222                      | 48,47                    | 382                       | 63,77                     |
|                                    | —                                  | Carlo Mazzucchi                    | 236                      | 51,53                    | 217                       | 36,23                     |
|                                    |                                    |                                    |                          |                          |                           |                           |
| Iscritti                           | Iscritti                           | Iscritti                           | 1 140                    | 100,00                   | 1 140                     | 100,00                    |
| ↳ Votanti (% su iscritti)          | ↳ Votanti (% su iscritti)          | ↳ Votanti (% su iscritti)          | 479                      | 42,02                    | 607                       | 53,25                     |
| ↳ Voti validi (% su votanti)       | ↳ Voti validi (% su votanti)       | ↳ Voti validi (% su votanti)       | 458                      | 95,62                    | 599                       | 98,68                     |
| ↳ Schede non valide (% su votanti) | ↳ Schede non valide (% su votanti) | ↳ Schede non valide (% su votanti) | 21                       | 4,38                     | 8                         | 1,32                      |
| ↳ Astenuti (% su iscritti)         | ↳ Astenuti (% su iscritti)         | ↳ Astenuti (% su iscritti)         | 661                      | 57,98                    | 533                       | 46,75                     |

### IX legislatura
Le votazioni si svolsero in 493 collegi uninominali a doppio turno con la stessa normativa precedente (al primo turno un numero di voti maggiore di un terzo degli iscritti al voto).
| Partito                            | Partito                            | Candidato                          | Primo turno 22 ottobre 1867 | Primo turno 22 ottobre 1867 | Ballottaggio 29 ottobre 1867 | Ballottaggio 29 ottobre 1867 |
| Partito                            | Partito                            | Candidato                          | Voti                        | %                           | Voti                         | %                            |
| ---------------------------------- | ---------------------------------- | ---------------------------------- | --------------------------- | --------------------------- | ---------------------------- | ---------------------------- |
|                                    | —                                  | Luigi Zini                         | 415                         | 56,62                       | 525                          | 55,73                        |
|                                    | —                                  | Carlo Mazzucchi                    | 318                         | 43,38                       | 417                          | 44,27                        |
|                                    |                                    |                                    |                             |                             |                              |                              |
| Iscritti                           | Iscritti                           | Iscritti                           | 1 782                       | 100,00                      | 1 782                        | 100,00                       |
| ↳ Votanti (% su iscritti)          | ↳ Votanti (% su iscritti)          | ↳ Votanti (% su iscritti)          | 803                         | 45,06                       | 967                          | 54,26                        |
| ↳ Voti validi (% su votanti)       | ↳ Voti validi (% su votanti)       | ↳ Voti validi (% su votanti)       | 733                         | 91,28                       | 942                          | 97,41                        |
| ↳ Schede non valide (% su votanti) | ↳ Schede non valide (% su votanti) | ↳ Schede non valide (% su votanti) | 70                          | 8,72                        | 25                           | 2,59                         |
| ↳ Astenuti (% su iscritti)         | ↳ Astenuti (% su iscritti)         | ↳ Astenuti (% su iscritti)         | 979                         | 54,94                       | 815                          | 45,74                        |

Il deputato Zini cessò perché fu nominato prefetto il 9 dicembre 1866. Fu indetta un'elezione suppletiva per il 20 gennaio 1867
| Partito                            | Partito                            | Candidato                          | Primo turno 20 gennaio 1867 | Primo turno 20 gennaio 1867 | Ballottaggio 27 gennaio 1867 | Ballottaggio 27 gennaio 1867 |
| Partito                            | Partito                            | Candidato                          | Voti                        | %                           | Voti                         | %                            |
| ---------------------------------- | ---------------------------------- | ---------------------------------- | --------------------------- | --------------------------- | ---------------------------- | ---------------------------- |
|                                    | —                                  | Tancredi Mosti                     | 121                         | 40,47                       | 309                          | 50,08                        |
|                                    | —                                  | Timoteo Riboli                     | 178                         | 59,53                       | 308                          | 49,92                        |
|                                    |                                    |                                    |                             |                             |                              |                              |
| Iscritti                           | Iscritti                           | Iscritti                           | 1 742                       | 100,00                      | 1 742                        | 100,00                       |
| ↳ Votanti (% su iscritti)          | ↳ Votanti (% su iscritti)          | ↳ Votanti (% su iscritti)          | 305                         | 17,51                       | 619                          | 35,53                        |
| ↳ Voti validi (% su votanti)       | ↳ Voti validi (% su votanti)       | ↳ Voti validi (% su votanti)       | 299                         | 98,03                       | 617                          | 99,68                        |
| ↳ Schede non valide (% su votanti) | ↳ Schede non valide (% su votanti) | ↳ Schede non valide (% su votanti) | 6                           | 1,97                        | 2                            | 0,32                         |
| ↳ Astenuti (% su iscritti)         | ↳ Astenuti (% su iscritti)         | ↳ Astenuti (% su iscritti)         | 1 437                       | 82,49                       | 1 123                        | 64,47                        |

### X legislatura
Le votazioni si svolsero in 493 collegi uninominali a doppio turno con la stessa normativa precedente (al primo turno un numero di voti maggiore di un terzo degli iscritti al voto).
| Partito                            | Partito                            | Candidato                          | Primo turno 10 marzo 1867 | Primo turno 10 marzo 1867 | Ballottaggio 17 marzo 1867 | Ballottaggio 17 marzo 1867 |
| Partito                            | Partito                            | Candidato                          | Voti                      | %                         | Voti                       | %                          |
| ---------------------------------- | ---------------------------------- | ---------------------------------- | ------------------------- | ------------------------- | -------------------------- | -------------------------- |
|                                    | —                                  | Tancredi Mosti                     | 387                       | 46,74                     | 570                        | 52,01                      |
|                                    | —                                  | Timoteo Riboli                     | 441                       | 53,26                     | 526                        | 47,99                      |
|                                    |                                    |                                    |                           |                           |                            |                            |
| Iscritti                           | Iscritti                           | Iscritti                           | 1 652                     | 100,00                    | 1 652                      | 100,00                     |
| ↳ Votanti (% su iscritti)          | ↳ Votanti (% su iscritti)          | ↳ Votanti (% su iscritti)          | 872                       | 52,78                     | 1 115                      | 67,49                      |
| ↳ Voti validi (% su votanti)       | ↳ Voti validi (% su votanti)       | ↳ Voti validi (% su votanti)       | 828                       | 94,95                     | 1 096                      | 98,30                      |
| ↳ Schede non valide (% su votanti) | ↳ Schede non valide (% su votanti) | ↳ Schede non valide (% su votanti) | 44                        | 5,05                      | 19                         | 1,70                       |
| ↳ Astenuti (% su iscritti)         | ↳ Astenuti (% su iscritti)         | ↳ Astenuti (% su iscritti)         | 780                       | 47,22                     | 537                        | 32,51                      |

### XI legislatura
Le votazioni si svolsero in 508 collegi uninominali a doppio turno con la normativa del 1860 (al primo turno un numero di voti maggiore di un terzo degli iscritti al voto).
| Partito                            | Partito                            | Candidato                          | Primo turno 20 novembre 1870 | Primo turno 20 novembre 1870 | Ballottaggio 27 novembre 1870 | Ballottaggio 27 novembre 1870 |
| Partito                            | Partito                            | Candidato                          | Voti                         | %                            | Voti                          | %                             |
| ---------------------------------- | ---------------------------------- | ---------------------------------- | ---------------------------- | ---------------------------- | ----------------------------- | ----------------------------- |
|                                    | —                                  | Giacomo Lovatelli                  | 466                          | 67,63                        | 560                           | 60,48                         |
|                                    | —                                  | Giovanni Gattelli                  | 172                          | 24,96                        | 366                           | 39,52                         |
|                                    | —                                  | Luigi Borsari                      | 51                           | 7,40                         |                               |                               |
|                                    |                                    |                                    |                              |                              |                               |                               |
| Iscritti                           | Iscritti                           | Iscritti                           | 2 211                        | 100,00                       | 2 211                         | 100,00                        |
| ↳ Votanti (% su iscritti)          | ↳ Votanti (% su iscritti)          | ↳ Votanti (% su iscritti)          | 777                          | 35,14                        | 1 115                         | 50,43                         |
| ↳ Voti validi (% su votanti)       | ↳ Voti validi (% su votanti)       | ↳ Voti validi (% su votanti)       | 689                          | 88,67                        | 926                           | 83,05                         |
| ↳ Schede non valide (% su votanti) | ↳ Schede non valide (% su votanti) | ↳ Schede non valide (% su votanti) | 88                           | 11,33                        | 189                           | 16,95                         |
| ↳ Astenuti (% su iscritti)         | ↳ Astenuti (% su iscritti)         | ↳ Astenuti (% su iscritti)         | 1 434                        | 64,86                        | 1 096                         | 49,57                         |

### XII legislatura
Le votazioni si svolsero in 508 collegi uninominali a doppio turno con la normativa del 1860 (al primo turno un numero di voti maggiore di un terzo degli iscritti al voto).
| Partito                            | Partito                            | Candidato                          | Primo turno 8 novembre 1874 | Primo turno 8 novembre 1874 | Ballottaggio 15 novembre 1874 | Ballottaggio 15 novembre 1874 |
| Partito                            | Partito                            | Candidato                          | Voti                        | %                           | Voti                          | %                             |
| ---------------------------------- | ---------------------------------- | ---------------------------------- | --------------------------- | --------------------------- | ----------------------------- | ----------------------------- |
|                                    | —                                  | Giuseppe Carcassi                  | 376                         | 43,87                       | 590                           | 50,60                         |
|                                    | —                                  | Giacomo Lovatelli                  | 481                         | 56,13                       | 576                           | 49,40                         |
|                                    |                                    |                                    |                             |                             |                               |                               |
| Iscritti                           | Iscritti                           | Iscritti                           | 2 123                       | 100,00                      | 2 123                         | 100,00                        |
| ↳ Votanti (% su iscritti)          | ↳ Votanti (% su iscritti)          | ↳ Votanti (% su iscritti)          | 917                         | 43,19                       | 1 198                         | 56,43                         |
| ↳ Voti validi (% su votanti)       | ↳ Voti validi (% su votanti)       | ↳ Voti validi (% su votanti)       | 857                         | 93,46                       | 1 166                         | 97,33                         |
| ↳ Schede non valide (% su votanti) | ↳ Schede non valide (% su votanti) | ↳ Schede non valide (% su votanti) | 60                          | 6,54                        | 32                            | 2,67                          |
| ↳ Astenuti (% su iscritti)         | ↳ Astenuti (% su iscritti)         | ↳ Astenuti (% su iscritti)         | 1 206                       | 56,81                       | 925                           | 43,57                         |

Il deputato Carcassi morì il 22 aprile 1875 e fu indetta un'elezione suppletiva per il 9 maggio 1875.
| Partito                            | Partito                            | Candidato                          | Primo turno 9 maggio 1875 | Primo turno 9 maggio 1875 | Ballottaggio 16 maggio 1875 | Ballottaggio 16 maggio 1875 |
| Partito                            | Partito                            | Candidato                          | Voti                      | %                         | Voti                        | %                           |
| ---------------------------------- | ---------------------------------- | ---------------------------------- | ------------------------- | ------------------------- | --------------------------- | --------------------------- |
|                                    | —                                  | Gioacchino Rasponi                 | 383                       | 63,83                     | 708                         | 63,84                       |
|                                    | —                                  | Giacinto Carini                    | 217                       | 36,17                     | 401                         | 36,16                       |
|                                    |                                    |                                    |                           |                           |                             |                             |
| Iscritti                           | Iscritti                           | Iscritti                           | 1 991                     | 100,00                    | 1 991                       | 100,00                      |
| ↳ Votanti (% su iscritti)          | ↳ Votanti (% su iscritti)          | ↳ Votanti (% su iscritti)          | 623                       | 31,29                     | 1 171                       | 58,81                       |
| ↳ Voti validi (% su votanti)       | ↳ Voti validi (% su votanti)       | ↳ Voti validi (% su votanti)       | 600                       | 96,31                     | 1 109                       | 94,71                       |
| ↳ Schede non valide (% su votanti) | ↳ Schede non valide (% su votanti) | ↳ Schede non valide (% su votanti) | 23                        | 3,69                      | 62                          | 5,29                        |
| ↳ Astenuti (% su iscritti)         | ↳ Astenuti (% su iscritti)         | ↳ Astenuti (% su iscritti)         | 1 368                     | 68,71                     | 820                         | 41,19                       |

### XIII legislatura
Le votazioni si svolsero in 508 collegi uninominali a doppio turno con la normativa del 1860 (al primo turno un numero di voti maggiore di un terzo degli iscritti al voto).
| Partito                            | Partito                            | Candidato                          | Risultati 8 novembre 1876 | Risultati 8 novembre 1876 |
| Partito                            | Partito                            | Candidato                          | Voti                      | %                         |
| ---------------------------------- | ---------------------------------- | ---------------------------------- | ------------------------- | ------------------------- |
|                                    | —                                  | Giovanni Martinelli                | 790                       | 61,86                     |
|                                    | —                                  | Gioacchino Rasponi                 | 487                       | 38,14                     |
|                                    |                                    |                                    |                           |                           |
| Iscritti                           | Iscritti                           | Iscritti                           | 2 235                     | 100,00                    |
| ↳ Votanti (% su iscritti)          | ↳ Votanti (% su iscritti)          | ↳ Votanti (% su iscritti)          | 1 841                     | 82,37                     |
| ↳ Voti validi (% su votanti)       | ↳ Voti validi (% su votanti)       | ↳ Voti validi (% su votanti)       | 1 277                     | 69,36                     |
| ↳ Schede non valide (% su votanti) | ↳ Schede non valide (% su votanti) | ↳ Schede non valide (% su votanti) | 564                       | 30,64                     |
| ↳ Astenuti (% su iscritti)         | ↳ Astenuti (% su iscritti)         | ↳ Astenuti (% su iscritti)         | 394                       | 17,63                     |

### XIV legislatura
Le votazioni si svolsero in 508 collegi uninominali a doppio turno con la normativa del 1860 (al primo turno un numero di voti maggiore di un terzo degli iscritti al voto).
| Partito                            | Partito                            | Candidato                          | Risultati 16 maggio 1880 | Risultati 16 maggio 1880 |
| Partito                            | Partito                            | Candidato                          | Voti                     | %                        |
| ---------------------------------- | ---------------------------------- | ---------------------------------- | ------------------------ | ------------------------ |
|                                    | —                                  | Giovanni Martinelli                | 752                      | 74,38                    |
|                                    | —                                  | Guelfo Mantovani                   | 259                      | 25,62                    |
|                                    |                                    |                                    |                          |                          |
| Iscritti                           | Iscritti                           | Iscritti                           | 2 288                    | 100,00                   |
| ↳ Votanti (% su iscritti)          | ↳ Votanti (% su iscritti)          | ↳ Votanti (% su iscritti)          | 1 087                    | 47,51                    |
| ↳ Voti validi (% su votanti)       | ↳ Voti validi (% su votanti)       | ↳ Voti validi (% su votanti)       | 1 011                    | 93,01                    |
| ↳ Schede non valide (% su votanti) | ↳ Schede non valide (% su votanti) | ↳ Schede non valide (% su votanti) | 76                       | 6,99                     |
| ↳ Astenuti (% su iscritti)         | ↳ Astenuti (% su iscritti)         | ↳ Astenuti (% su iscritti)         | 1 201                    | 52,49                    |

### XV legislatura
Le votazioni si svolsero in 135 collegi plurinominali a doppio turno. Come previsto dalla legge elettorale politica del 24 settembre 1882, erano eletti al primo turno i candidati che «hanno ottenuto il maggior numero di voti, purché questo numero oltrepassi l'ottavo del numero degli elettori iscritti» (art. 74) secondo il numero di deputati previsto per il collegio; se il numero di eletti era inferiore al numero di deputati, il ballottaggio era tra i non eletti (in numero doppio rispetto ai deputati ancora da eleggere) che avevano il maggior numero di voti (art. 75) ed era eletto chi otteneva il maggior numero di voti nella seconda votazione (art. 77) oppure, in caso di ugual numero di voti, il maggiore d'età (art. 78).
| Partito                    | Partito                    | Candidato                  | Risultati 29 ottobre 1882 | Risultati 29 ottobre 1882 |
| Partito                    | Partito                    | Candidato                  | Voti                      | %                         |
| -------------------------- | -------------------------- | -------------------------- | ------------------------- | ------------------------- |
|                            | —                          | Giovanni Gattelli          | 6 978                     | 63,73                     |
|                            | —                          | Severino Sani              | 6 486                     | 59,24                     |
|                            | —                          | Cesare Carpeggiani         | 5 809                     | 53,06                     |
|                            | —                          | Federico Seismit Doda      | 5 809                     | 53,06                     |
|                            | —                          | Giorgio Turbiglio          | 4 176                     | 38,14                     |
|                            | —                          | GIovanni Martinelli        | 3 808                     | 34,78                     |
|                            | —                          | Enea Cavalieri             | 3 720                     | 33,98                     |
|                            | —                          | Antonio Mangili            | 3 556                     | 32,48                     |
|                            | —                          | Amilcare Cipriani          | 225                       | 2,05                      |
|                            |                            |                            |                           |                           |
| Iscritti                   | Iscritti                   | Iscritti                   | 15 213                    | 100,00                    |
| ↳ Votanti (% su iscritti)  | ↳ Votanti (% su iscritti)  | ↳ Votanti (% su iscritti)  | 10 949                    | 71,97                     |
| ↳ Astenuti (% su iscritti) | ↳ Astenuti (% su iscritti) | ↳ Astenuti (% su iscritti) | 4 264                     | 28,03                     |

Il deputato Seismit Doda optò per il collegio di Udine I il 17 gennaio 1883. Fu indetta un'elezione suppletiva per l'11 febbraio 1883
| Partito                            | Partito                            | Candidato                          | Risultati 11 febbraio 1883 | Risultati 11 febbraio 1883 |
| Partito                            | Partito                            | Candidato                          | Voti                       | %                          |
| ---------------------------------- | ---------------------------------- | ---------------------------------- | -------------------------- | -------------------------- |
|                                    | —                                  | Quirico Filopanti                  | 4 623                      | 50,06                      |
|                                    | —                                  | Giorgio Turbiglio                  | 4 612                      | 49,94                      |
|                                    |                                    |                                    |                            |                            |
| Iscritti                           | Iscritti                           | Iscritti                           | 15 315                     | 100,00                     |
| ↳ Votanti (% su iscritti)          | ↳ Votanti (% su iscritti)          | ↳ Votanti (% su iscritti)          | 9 427                      | 61,55                      |
| ↳ Voti validi (% su votanti)       | ↳ Voti validi (% su votanti)       | ↳ Voti validi (% su votanti)       | 9 235                      | 97,96                      |
| ↳ Schede non valide (% su votanti) | ↳ Schede non valide (% su votanti) | ↳ Schede non valide (% su votanti) | 192                        | 2,04                       |
| ↳ Astenuti (% su iscritti)         | ↳ Astenuti (% su iscritti)         | ↳ Astenuti (% su iscritti)         | 5 888                      | 38,45                      |

### XVI legislatura
Le votazioni si svolsero in 135 collegi plurinominali a doppio turno con la normativa del 1882 (al primo turno un numero di voti maggiore di un ottavo degli iscritti al voto).
| Partito                    | Partito                    | Candidato                  | Risultati 23 maggio 1886 | Risultati 23 maggio 1886 |
| Partito                    | Partito                    | Candidato                  | Voti                     | %                        |
| -------------------------- | -------------------------- | -------------------------- | ------------------------ | ------------------------ |
|                            | —                          | Severino Sani              | 6 974                    | 57,68                    |
|                            | —                          | Giovanni Gattelli          | 5 725                    | 47,35                    |
|                            | —                          | Giorgio Turbiglio          | 5 710                    | 47,23                    |
|                            | —                          | Giovanni Bovio             | 5 568                    | 46,05                    |
|                            | —                          | Tullio Bottoni             | 5 281                    | 43,68                    |
|                            | —                          | Adolfo Cavalieri           | 5 229                    | 43,25                    |
|                            | —                          | Guelfo Mantovani           | 4 909                    | 40,60                    |
|                            | —                          | Giovanni Martinelli        | 4 896                    | 40,49                    |
|                            |                            |                            |                          |                          |
| Iscritti                   | Iscritti                   | Iscritti                   | 16 856                   | 100,00                   |
| ↳ Votanti (% su iscritti)  | ↳ Votanti (% su iscritti)  | ↳ Votanti (% su iscritti)  | 12 091                   | 71,73                    |
| ↳ Astenuti (% su iscritti) | ↳ Astenuti (% su iscritti) | ↳ Astenuti (% su iscritti) | 4 765                    | 28,27                    |

Il deputato Bovio optò per il collegio II di Bari il 22 giugno 1886. Fu indetta un'elezione suppletiva per il 18 luglio 1886
| Partito                            | Partito                            | Candidato                          | Risultati 18 luglio 1886 | Risultati 18 luglio 1886 |
| Partito                            | Partito                            | Candidato                          | Voti                     | %                        |
| ---------------------------------- | ---------------------------------- | ---------------------------------- | ------------------------ | ------------------------ |
|                                    | —                                  | Adolfo Cavalieri                   | 5 380                    | 55,94                    |
|                                    | —                                  | Matteo Renato Imbriani             | 3 385                    | 35,20                    |
|                                    | —                                  | Cesare Carpeggiani                 | 712                      | 7,40                     |
|                                    | —                                  | Guelfo Mantovani                   | 140                      | 1,46                     |
|                                    |                                    |                                    |                          |                          |
| Iscritti                           | Iscritti                           | Iscritti                           | 16 775                   | 100,00                   |
| ↳ Votanti (% su iscritti)          | ↳ Votanti (% su iscritti)          | ↳ Votanti (% su iscritti)          | 9 931                    | 59,20                    |
| ↳ Voti validi (% su votanti)       | ↳ Voti validi (% su votanti)       | ↳ Voti validi (% su votanti)       | 9 617                    | 96,84                    |
| ↳ Schede non valide (% su votanti) | ↳ Schede non valide (% su votanti) | ↳ Schede non valide (% su votanti) | 314                      | 3,16                     |
| ↳ Astenuti (% su iscritti)         | ↳ Astenuti (% su iscritti)         | ↳ Astenuti (% su iscritti)         | 6 844                    | 40,80                    |

Il deputato Gattelli il 24 marzo 1889 fu nominato prefetto e fu indetta un'elezione suppletiva per il 5 maggio 1889.
| Partito                            | Partito                            | Candidato                          | Risultati | Risultati |
| Partito                            | Partito                            | Candidato                          | Voti      | %         |
| ---------------------------------- | ---------------------------------- | ---------------------------------- | --------- | --------- |
|                                    | —                                  | Stefano Gatti Casazza              | 3 969     | 43,33     |
|                                    | —                                  | Ippolito Leati                     | 3 651     | 39,86     |
|                                    | —                                  | Giovanni Bacci                     | 1 540     | 16,81     |
|                                    |                                    |                                    |           |           |
| Iscritti                           | Iscritti                           | Iscritti                           | 18 214    | 100,00    |
| ↳ Votanti (% su iscritti)          | ↳ Votanti (% su iscritti)          | ↳ Votanti (% su iscritti)          | 9 574     | 52,56     |
| ↳ Voti validi (% su votanti)       | ↳ Voti validi (% su votanti)       | ↳ Voti validi (% su votanti)       | 9 160     | 95,68     |
| ↳ Schede non valide (% su votanti) | ↳ Schede non valide (% su votanti) | ↳ Schede non valide (% su votanti) | 414       | 4,32      |
| ↳ Astenuti (% su iscritti)         | ↳ Astenuti (% su iscritti)         | ↳ Astenuti (% su iscritti)         | 8 640     | 47,44     |

### XVII legislatura
Le votazioni si svolsero in 135 collegi plurinominali a doppio turno con la normativa del 1882 (al primo turno un numero di voti maggiore di un ottavo degli iscritti al voto).
| Partito                    | Partito                    | Candidato                  | Risultati 23 novembre 1890 | Risultati 23 novembre 1890 |
| Partito                    | Partito                    | Candidato                  | Voti                       | %                          |
| -------------------------- | -------------------------- | -------------------------- | -------------------------- | -------------------------- |
|                            | —                          | Severino Sani              | 6 960                      | 51,18                      |
|                            | —                          | Stefano Canzio             | 6 663                      | 49,00                      |
|                            | —                          | Adolfo Cavalieri           | 6 611                      | 48,62                      |
|                            | —                          | Giorgio Turbiglio          | 6 422                      | 47,23                      |
|                            | —                          | Ippolito Leati             | 6 124                      | 45,04                      |
|                            | —                          | Tullio Bottoni             | 6 037                      | 44,40                      |
|                            | —                          | Primo Levi                 | 6 037                      | 44,40                      |
|                            | —                          | Stefano Mongini            | 5 597                      | 41,16                      |
|                            |                            |                            |                            |                            |
| Iscritti                   | Iscritti                   | Iscritti                   | 18 946                     | 100,00                     |
| ↳ Votanti (% su iscritti)  | ↳ Votanti (% su iscritti)  | ↳ Votanti (% su iscritti)  | 13 598                     | 71,77                      |
| ↳ Astenuti (% su iscritti) | ↳ Astenuti (% su iscritti) | ↳ Astenuti (% su iscritti) | 5 348                      | 28,23                      |

### XVIII legislatura
Le votazioni si svolsero in 508 collegi uninominali a doppio turno. Come previsto dalla legge elettorale politica del 28 giugno 1892, era eletto al primo turno il candidato che «ha ottenuto un numero di voti maggiore del sesto del numero totale degli elettori iscritti nella lista del collegio e più della metà dei suffragi dati dai votanti» escludendo le schede nulle (art. 74). Se nessun candidato era eletto, al ballottaggio tra i due candidati con più voti (art. 75) era eletto chi otteneva il maggior numero di voti oppure, in caso di ugual numero di voti, il maggiore d'età (art. 77).
| Partito                            | Partito                            | Candidato                          | Risultati 6 novembre 1892 | Risultati 6 novembre 1892 |
| Partito                            | Partito                            | Candidato                          | Voti                      | %                         |
| ---------------------------------- | ---------------------------------- | ---------------------------------- | ------------------------- | ------------------------- |
|                                    | —                                  | Adolfo Cavalieri                   | 2 097                     | 54,85                     |
|                                    | —                                  | Stefano Canzio                     | 1 726                     | 45,15                     |
|                                    |                                    |                                    |                           |                           |
| Iscritti                           | Iscritti                           | Iscritti                           | 6 015                     | 100,00                    |
| ↳ Votanti (% su iscritti)          | ↳ Votanti (% su iscritti)          | ↳ Votanti (% su iscritti)          | 3 995                     | 66,42                     |
| ↳ Voti validi (% su votanti)       | ↳ Voti validi (% su votanti)       | ↳ Voti validi (% su votanti)       | 3 823                     | 95,69                     |
| ↳ Schede non valide (% su votanti) | ↳ Schede non valide (% su votanti) | ↳ Schede non valide (% su votanti) | 172                       | 4,31                      |
| ↳ Astenuti (% su iscritti)         | ↳ Astenuti (% su iscritti)         | ↳ Astenuti (% su iscritti)         | 2 020                     | 33,58                     |

### XIX legislatura
Le votazioni si svolsero in 508 collegi uninominali a doppio turno con la normativa del 1892 (al primo turno un numero di voti maggiore di un sesto degli iscritti al voto).
| Partito                            | Partito                            | Candidato                          | Primo turno 26 maggio 1895 | Primo turno 26 maggio 1895 | Ballottaggio 2 giugno 1895 | Ballottaggio 2 giugno 1895 |
| Partito                            | Partito                            | Candidato                          | Voti                       | %                          | Voti                       | %                          |
| ---------------------------------- | ---------------------------------- | ---------------------------------- | -------------------------- | -------------------------- | -------------------------- | -------------------------- |
|                                    | —                                  | Giovanni Martinelli                | 1 449                      | 49,44                      | 1 648                      | 50,24                      |
|                                    | —                                  | Guglielmo Ruffoni                  | 1 482                      | 50,56                      | 1 632                      | 49,76                      |
|                                    |                                    |                                    |                            |                            |                            |                            |
| Iscritti                           | Iscritti                           | Iscritti                           | 4 370                      | 100,00                     | 4 370                      | 100,00                     |
| ↳ Votanti (% su iscritti)          | ↳ Votanti (% su iscritti)          | ↳ Votanti (% su iscritti)          | 3 040                      | 69,57                      | 3 338                      | 76,38                      |
| ↳ Voti validi (% su votanti)       | ↳ Voti validi (% su votanti)       | ↳ Voti validi (% su votanti)       | 2 931                      | 96,41                      | 3 280                      | 98,26                      |
| ↳ Schede non valide (% su votanti) | ↳ Schede non valide (% su votanti) | ↳ Schede non valide (% su votanti) | 109                        | 3,59                       | 58                         | 1,74                       |
| ↳ Astenuti (% su iscritti)         | ↳ Astenuti (% su iscritti)         | ↳ Astenuti (% su iscritti)         | 1 330                      | 30,43                      | 1 032                      | 23,62                      |

### XX legislatura
Le votazioni si svolsero in 508 collegi uninominali a doppio turno con la normativa del 1892 (al primo turno un numero di voti maggiore di un sesto degli iscritti al voto).
| Partito                            | Partito                            | Candidato                          | Risultati 21 marzo 1897 | Risultati 21 marzo 1897 |
| Partito                            | Partito                            | Candidato                          | Voti                    | %                       |
| ---------------------------------- | ---------------------------------- | ---------------------------------- | ----------------------- | ----------------------- |
|                                    | —                                  | Guglielmo Ruffoni                  | 1 628                   | 50,70                   |
|                                    | —                                  | Eugenio Righini                    | 1 527                   | 47,56                   |
|                                    | —                                  | Filippo Turati                     | 56                      | 1,74                    |
|                                    |                                    |                                    |                         |                         |
| Iscritti                           | Iscritti                           | Iscritti                           | 4 498                   | 100,00                  |
| ↳ Votanti (% su iscritti)          | ↳ Votanti (% su iscritti)          | ↳ Votanti (% su iscritti)          | 3 283                   | 72,99                   |
| ↳ Voti validi (% su votanti)       | ↳ Voti validi (% su votanti)       | ↳ Voti validi (% su votanti)       | 3 211                   | 97,81                   |
| ↳ Schede non valide (% su votanti) | ↳ Schede non valide (% su votanti) | ↳ Schede non valide (% su votanti) | 72                      | 2,19                    |
| ↳ Astenuti (% su iscritti)         | ↳ Astenuti (% su iscritti)         | ↳ Astenuti (% su iscritti)         | 1 215                   | 27,01                   |

La Camera deliberò l'effettuazione di un'elezione complementare di ballottaggio fra Ruffini e Righini che si tenne il 17 giugno 1897.
| Partito                            | Partito                            | Candidato                          | Risultati 17 giugno 1897 | Risultati 17 giugno 1897 |
| Partito                            | Partito                            | Candidato                          | Voti                     | %                        |
| ---------------------------------- | ---------------------------------- | ---------------------------------- | ------------------------ | ------------------------ |
|                                    | —                                  | Guglielmo Ruffoni                  | 2 054                    | 60,32                    |
|                                    | —                                  | Eugenio Righini                    | 1 351                    | 39,68                    |
|                                    |                                    |                                    |                          |                          |
| Iscritti                           | Iscritti                           | Iscritti                           | 4 537                    | 100,00                   |
| ↳ Votanti (% su iscritti)          | ↳ Votanti (% su iscritti)          | ↳ Votanti (% su iscritti)          | 3 405                    | 75,05                    |
| ↳ Voti validi (% su votanti)       | ↳ Voti validi (% su votanti)       | ↳ Voti validi (% su votanti)       | 3 405                    | 100,00                   |
| ↳ Schede non valide (% su votanti) | ↳ Schede non valide (% su votanti) | ↳ Schede non valide (% su votanti) | 0                        | 0,00                     |
| ↳ Astenuti (% su iscritti)         | ↳ Astenuti (% su iscritti)         | ↳ Astenuti (% su iscritti)         | 1 132                    | 24,95                    |

### XXI legislatura
Le votazioni si svolsero in 508 collegi uninominali a doppio turno con la normativa del 1892 (al primo turno un numero di voti maggiore di un sesto degli iscritti al voto).

### XXII legislatura
Le votazioni si svolsero in 508 collegi uninominali a doppio turno con la normativa del 1892 (al primo turno un numero di voti maggiore di un sesto degli iscritti al voto).

### XXIII legislatura
Le votazioni si svolsero in 508 collegi uninominali a doppio turno con la normativa del 1892 (al primo turno un numero di voti maggiore di un sesto degli iscritti al voto).

### XXIV legislatura
Le votazioni si svolsero negli stessi 508 collegi uninominali già esistenti ma, come previsto dal regio decreto del 26 giugno 1913, era eletto al primo turno il candidato che «ha ottenuto un numero di voti maggiore del decimo del numero totale degli elettori del collegio e più della metà dei suffragi dati dai votanti» escludendo le schede nulle (art. 91). Se nessun candidato era eletto, al ballottaggio tra i due candidati con più voti (art. 92) era eletto chi otteneva il maggior numero di voti oppure, in caso di ugual numero di voti, il maggiore d'età (art. 93).

### XXV legislatura
Le votazioni si svolsero in 54 collegi di lista. Come previsto dal regio decreto del 2 settembre 1919, il numero di eletti per ogni lista era calcolato sulla base dei voti di lista e sul numero di voti dei candidati al di fuori della propria lista; la graduatoria tra i candidati era calcolata sommando i voti di lista e i propri voti di preferenza sia nella lista sia fuori dalla lista (art. 84).
| Partito                            | Partito                            | Risultati 16 novembre 1919 | Risultati 16 novembre 1919 | Risultati 16 novembre 1919 | Seggi | Seggi |
| Partito                            | Partito                            | Voti                       | %                          | ±                          | Num   | ±     |
| ---------------------------------- | ---------------------------------- | -------------------------- | -------------------------- | -------------------------- | ----- | ----- |
|                                    | Socialista ufficiale               | 78 790                     | 72,98                      | n.d.                       | 6     | n.d.  |
|                                    | Blocco democratico                 | 14 961                     | 13,86                      | n.d.                       | 1     | n.d.  |
|                                    | Popolare Italiano                  | 14 217                     | 13,17                      | n.d.                       | 1     | n.d.  |
|                                    |                                    |                            |                            |                            |       |       |
| Iscritti                           | Iscritti                           | 170 208                    | 100,00                     |                            |       |       |
| ↳ Votanti (% su iscritti)          | ↳ Votanti (% su iscritti)          | 110 565                    | 64,96                      | n.d.                       |       |       |
| ↳ Voti validi (% su votanti)       | ↳ Voti validi (% su votanti)       | 107 968                    | 97,65                      |                            |       |       |
| ↳ Schede non valide (% su votanti) | ↳ Schede non valide (% su votanti) | 2 597                      | 2,35                       |                            |       |       |
| ↳ Astenuti (% su iscritti)         | ↳ Astenuti (% su iscritti)         | 59 643                     | 35,04                      |                            |       |       |

| Eletti | Eletti             |
| ------ | ------------------ |
|        | Adelmo Niccolai    |
|        | Giacomo Matteotti  |
|        | Dante Gallani      |
|        | Giuseppe Trevisani |
|        | Guido Marangoni    |
|        | Galileo Beghi      |
|        | Pietro Sitta       |
|        | Umberto Merlin     |